# Управління Верховного комісара ООН з прав людини
Управління Верховного комісара ООН з прав людини (УВКПЛ) — орган ООН, уповноважений заохочувати та захищати права людини в усьому світі. Діяльність УВКПЛ проводиться у відповідності з наданим йому мандатом, Статутом ООН, Загальною декларацією прав людини та наступними інструментами в галузі захисту прав людини, Віденською декларацією прав людини і Програмою дій Всесвітньої конференції з прав людини 1993 року, а також підсумковими документами Всесвітнього саміту 2005 року.

## Напрямки роботи
Робота УВКПЛ проводиться по трьох головних напрямках: нормотворча діяльність, моніторинг та забезпечення прав людини. Управління проводить окремі дослідження, надає консультативні та технічні послуги, поширює інформацію та видає публікації. УВКПЛ розташоване в Женеві, має вісім регіональних та десять представництв в окремих країнах. Також у складі 16 миротворчих місій ООН працює 420 співробітників з прав людини.
В 2020 році УКВПП спільно з  Центром з прав людини Юридичної школи Каліфорнійського університету в Берклі до 75 річниці Нюрнберського процесу видав наукове дослідження у формі практичного посібника щодо ефективного використання цифрової інформації у відкритому доступі для розслідування порушень міжнародного кримінального права з прав людини та гуманітарного права - Протокол Берклі, з  рекомендаціями щодо використання загальнодоступної інформації в Інтернеті, включаючи фотографії, відео та інший вміст, розміщений на сайтах соціальних мереж (див. Розвідка на основі відкритих джерел) як доказ у міжнародних кримінальних розслідуваннях і розслідуваннях у сфері прав людини.

## Керівництво
Очолює Управління Верховний комісар ООН з прав людини. Цю посаду було утворено в грудні 1993 року рішенням Генеральної Асамблеї ООН. Верховний комісар є головною посадовою особою ООН у галузі прав людини, покликаної забезпечити правозахисну діяльність в усьому світі.
Верховний комісар призначається Генеральним секретарем ООН та затверджується Генеральною Асамблеєю ООН на чотири роки згідно з принципом географічної представленості. Посада Верховного комісара відповідає статусу Заступника Генерального секретаря ООН. Щорічно Верховний комісар подає на розгляд Генеральної Асамблеї доповідь з дотримання прав людини.
З 1 вересня 2008 року Верховним комісаром ООН з прав людини була Наванетхем (Наві) Піллей (Південно-Африканська Республіка). Її мандат було продовжено ще на два роки, починаючи з 1 вересня 2012 року. З 1 вересня 2014 обов'язки Верховного комісара виконував йорданський дипломат, принц Зейд Раад аль Хусейн.